# Museo de Vuk y Dositej
El Museo de Vuk y Dositej (en serbio: Музеј Вука и Доситеја / Muzej Vuka i Dositeja) es uno de los museos conmemorativos más importantes en Belgrado, la capital de Serbia. Fundado en 1949, describe la vida, trabajo y legado de Vuk Stefanović Karadžić (1787-1864), el reformista de la idioma serbio, y Dositej Obradović (1742–1811), un escritor quién fue el primer ministro de Educación del país. El museo conmemora el resurgimiento de cultura serbia en el tiempo de la primera insurrección serbia contra el Imperio otomano. Desde 1979, esta institución ha sido manejada por el Museo Nacional de Serbia.

## Historia

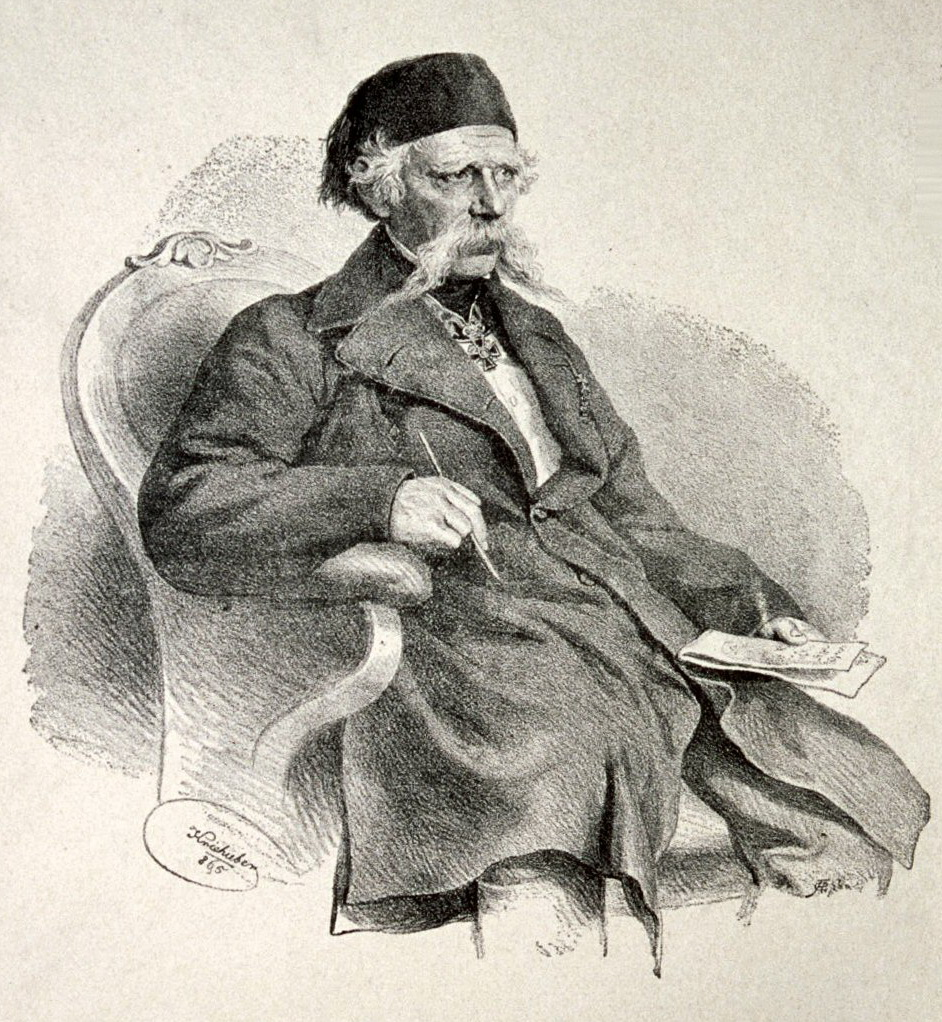
Vuk Stefanović Karadžić

Fundado en 1949, el Museo de Vuk y Dositej se localiza en un edificio estilo otomano que fue parte de la Liceo de Belgrado, la primera institución en Serbia en proporcionar educación superior, fundada en 1808 por el serbio Dositej Obradović durante su mandato como Ministro de Educación, por lo que el edificio es también conocido como Liceo Dositej. Vuk Stefanović Karadžić fue uno de los primeros alumnos de la institución. Posteriormente, la Escuela Superior se convirtió en la Universidad de Belgrado.
El edificio se ocupó como residencia del Deftedar (tesorero de rentas reales otomano). También se cree que se utilizó como un harén.
Con el tiempo, la administración de la ciudad tuvo varias consideraciones con respecto al futuro del edificio. En 1939, se planeó una remodelación total de aquella parte de la ciudad. Como el edificio está ubicado en la base de la calle Gospodar Jevremova, hubo sugerencias para demoler el edificio y enderezar la calle o construir la calle para doblar alrededor del edificio. En aquel tiempo, la calle dirigía al mercado de Jovanova pijaca. Los miembros de la junta cultural creían que el edificio tenía que ser preservado, como un viejo edificio de Belgrado. Los miembros de otras juntas creían que el liceo tiene no relevancia arquitectónica y que tenía que ser demolido. No se llegó a ninguna conclusión, así que el edificio sobrevivió.

## Arquitectura
Construido en 1739, el edificio es uno de los ocho edificios residenciales preservados más viejos de Belgrado; fue diseñado en semejanza de una casa de pueblo turco típica de Belgrado. Es un monumento histórico cultural importante de Belgrado y del sureste de Europa. El edificio consta de dos plantas y de un ático. El piso de madera del museo fue reparado en 2010.

## Contenido

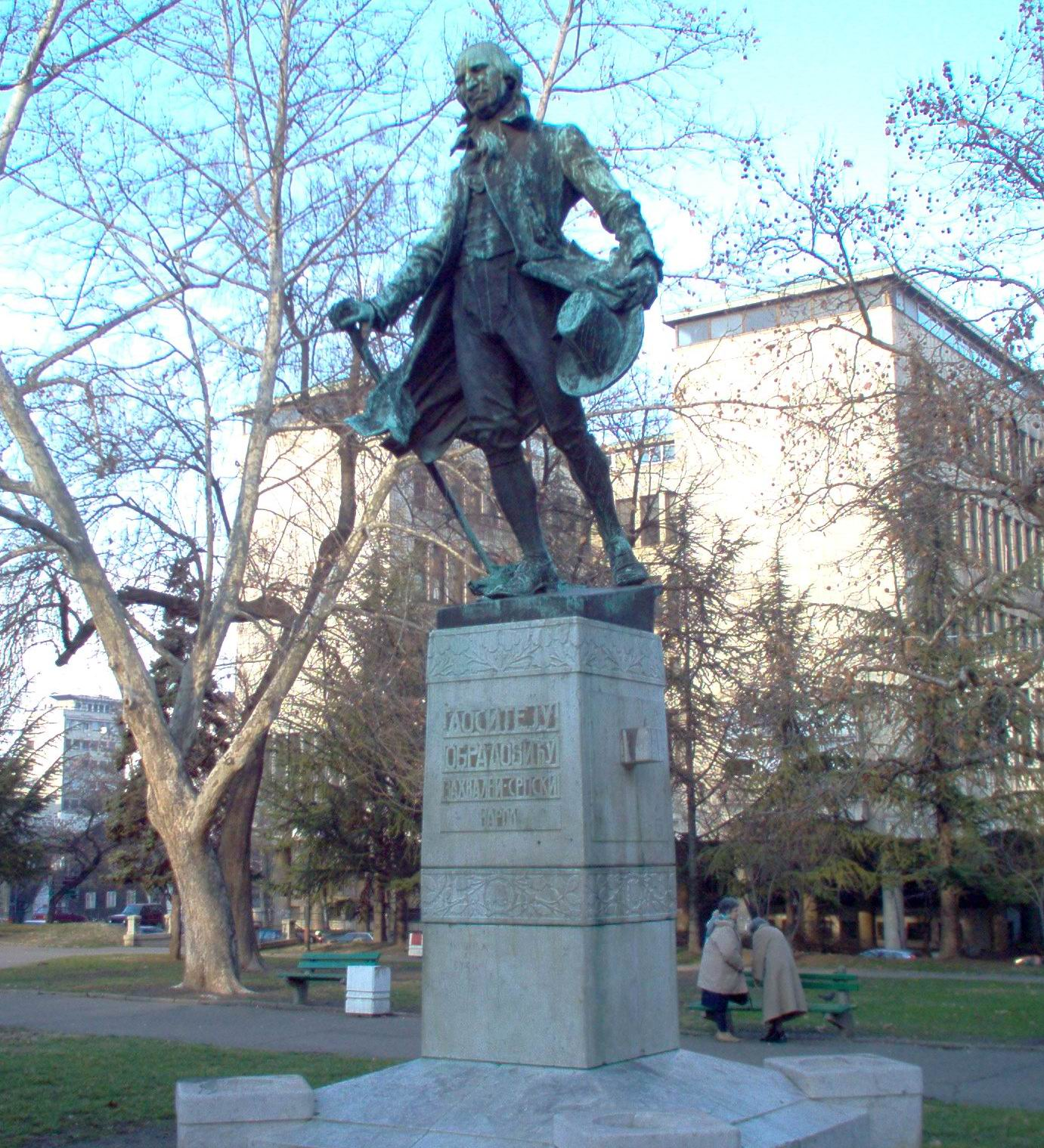
Monumento a Dositej Obradović en Studentski Trg

El piso superior del edificio está dedicado a Vuk Stefanović Karadžić. La hija de Vuk, Mina Vukomanović, compilo esta parte del museo. Las exhibiciones incluyen objetos que pertenecieron al escritor, como bolsas de viaje, anteojos, zancos, varillas, fundas y accesorios para fumar; varios documentos transferidos de la Academia de las Artes y de las Ciencias de Serbia, como diplomas, tarjetas empresariales, facturas y vales; retratos, correos y varios libros de su biblioteca personal, incluyendo una copia de la traducción inglesa de John Bowring de la poesía de Vuk Karadžić de 1827.
El piso inferior está dedicado a Dositej Obradović. La biblioteca del museo, algunas de sus pertenencias y una gran parte de manuscritos están almacenados allí. Las exhibiciones incluyen una copia de la placa que conmemora la residencia de Obradović de 1784 en Londres en St. Clement´s Court EC4. Muy pocos de sus objetos personales están preservados, porque fueron destruidos en el bombardeo de Belgrado de 1813.

## Operaciones
El museo alberga exhibiciones temáticas de los objetos que no se encuentran en las exhibiciones regulares. Algunos de ellos están incluidos en el programa de divulgación de toda Serbia. El museo ocasionalmente organiza conferencias, con la participación de becarios, escritores e historiadores, así como artistas musicales y dramáticos.
Desde 1958, el museo realiza una publicación anual, llamada "Small Case", la cual se compone de material y contribuciones de Dositej Obradović y Vuk Karadžić, y sus seguidores. Esta revista fue la primera en dedicarse al estudio de Dositej Obradović y Vuk Karadžić. Además de la revista "Small Case", el museo distribuye otras publicaciones, como guías, monografías y catálogos de exposiciones temáticas, publicadas en serbio e inglés.